# Puiseux (Ardennes)
Puiseux ist eine französische Gemeinde mit 110 Einwohnern (Stand: 1. Januar 2022) im Département Ardennes in der Region Grand Est (bis 2015 Champagne-Ardenne). Sie gehört zum Arrondissement Rethel, zum Kanton Signy-l’Abbaye und zum Gemeindeverband Crêtes Préardennaises. 
Umgeben wird Puiseux von den Nachbargemeinden Villers-le-Tourneur im Nordosten, Vaux-Montreuil im Südosten, Saulces-Monclin im Südwesten sowie Faissault im Nordwesten.

## Bevölkerungsentwicklung
| Jahr                       | 1962 | 1968 | 1975 | 1982 | 1990 | 1999 | 2006 | 2011 | 2019 |
| Einwohner                  | 107  | 102  | 91   | 84   | 96   | 80   | 98   | 113  | 113  |
| Quellen: Cassini und INSEE |      |      |      |      |      |      |      |      |      |

## Sehenswürdigkeiten

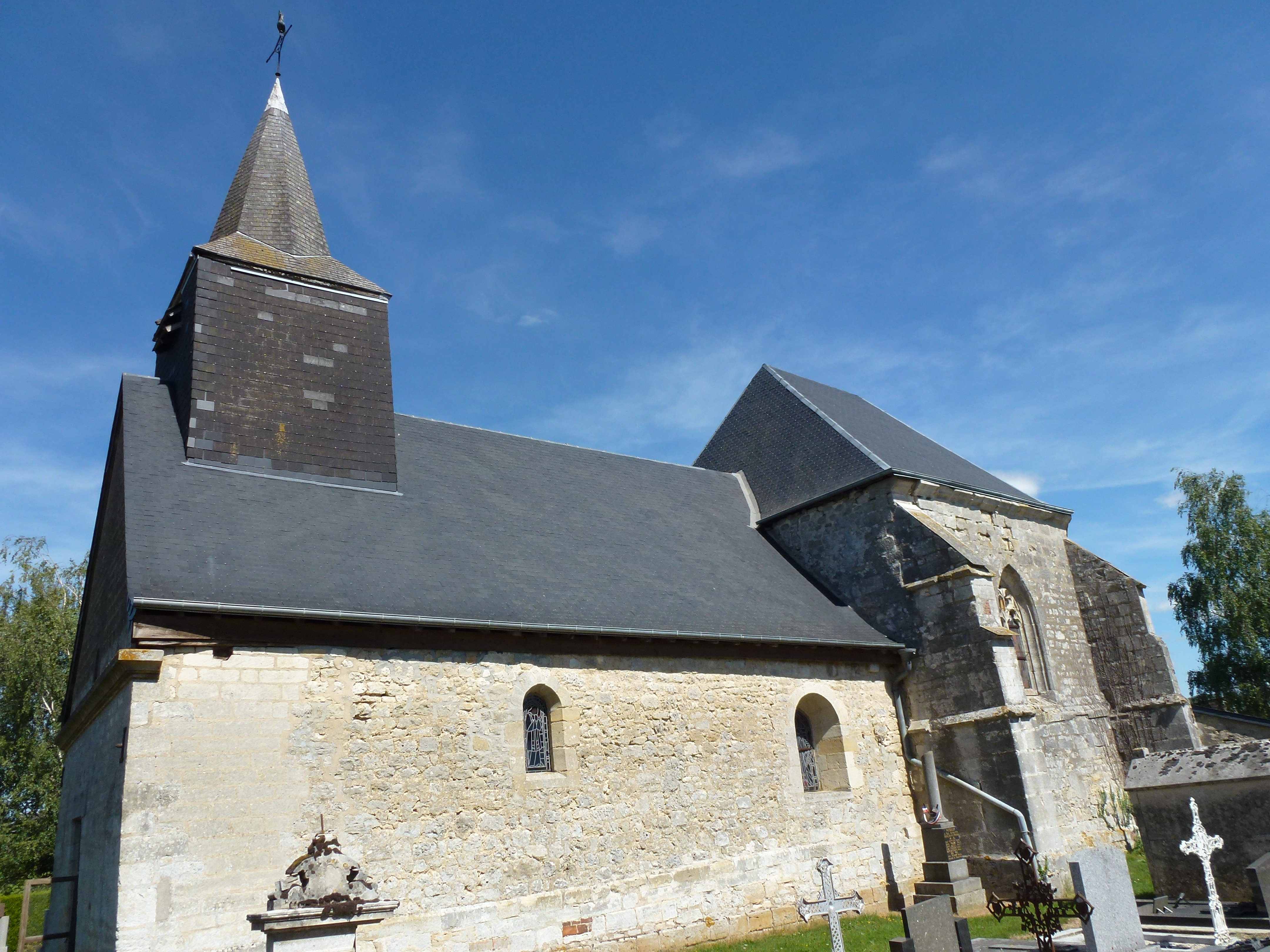
Kirche Saint-Honoré

- Kirche Saint-Honoré